# Forrest Galante
Forrest Edward Gerald Galante (Fresno, 31 marzo 1988) è un avventuriero, conduttore televisivo e ambientalista statunitense. Attivo nel campo della biologia della fauna selvatica, si è specializzato nello studio di animali sull'orlo dell'estinzione. È stato il conduttore delle trasmissioni televisive Extinct or Alive (in italiano: Vivi, morti, o estinti) su Animal Planet e Mysterious Creatures with Forrest Galante (in italiano: Man vs. Monsters), nonché di numerosi programmi della Shark-Week sul canale Discovery Channel. È anche il conduttore del podcast The Wild Times.

## Biografia
Galante è figlio di Jacaranda Summerfield. Poco dopo la sua nascita in California, si trasferì con la famiglia ad Harare, in Zimbabwe, dove la madre lavorava come guida safari. Lui e la sorella Summer crebbero in una fattoria in cui si coltivavano fiori e frutta e che ospitava bestiame e animali selvatici africani. Durante la sua giovinezza, Galante trascorse molto tempo esplorando il bush africano, imparando a catturare serpenti e piccoli animali e a immergersi nelle barriere coralline dell'arcipelago di Bazaruto, in Mozambico. In Zimbabwe frequentò un collegio inglese e fu presidente della Junior Herpetology Society, dove studiava la flora e la fauna locali. In seguito a una rivolta politica in Zimbabwe nel 2001, durante la quale la fattoria fu assalita e data alle fiamme, Galante fu costretto a fare ritorno in California. Riprese gli studi a Santa Barbara, dove completò la scuola superiore e successivamente conseguì la laurea in biologia presso la University of California, Santa Barbara.
Nel 2015 sposò la sua fidanzata Jessica Evans alle Bahamas.
Nel 2019 intervenne davanti al Congresso degli Stati Uniti per sostenere modifiche legislative e un aumento dei finanziamenti destinati alla conservazione della natura. Nel 2020 la rivista Entrepreneur lo definì l'«Indiana Jones della biologia». Il suo primo libro, Still Alive: A Wild Life of Rediscovery, è stato pubblicato nel giugno 2021 dall'editore Hachette Books.
Nel giugno 2021, Galante, in collaborazione con l'Ivan Carter Wildlife Conservation Alliance (ICWCA) e la famiglia Nunley di Sabinal, Texas, realizzò il primo trasferimento di elefanti tra due aree protette in Mozambico. Si trattò di un gruppo familiare di 25 elefanti trasferiti dal margine della Maputo Special Reserve, nel sud-est del Mozambico, al Parco nazionale di Zinave, nel nord del paese.

## Carriera mediatica
Nel 2013, Galante partecipò al programma televisivo Naked and Afraid (in Italia: Nudi e crudi) del Discovery Channel, prendendo parte alla sfida di sopravvivenza di 21 giorni, che completò con successo. Insieme a un'altra persona, fu lasciato in una remota zona del nord-ovest di Panama, dove ottenne uno dei punteggi PSR (Primitive Survival Rating) più alti nella storia del programma. Nel 2016, Galante e il suo cameraman nuotarono con coccodrilli marini (Crocodylus porosus). Indossavano tute speciali che imitavano la pelle squamosa dei coccodrilli e bloccavano le scariche elettriche del corpo umano, permettendo loro di riprendere il comportamento naturale dei rettili. I due si avvicinarono ai coccodrilli fino a pochi centimetri per filmarli nel loro habitat naturale per il documentario Dancing with Dragons. Il 10 giugno 2018 andò in onda su Animal Planet la prima stagione della docuserie Extinct or Alive, in cui Galante cercava di scoprire se animali considerati estinti esistessero ancora. In ogni episodio esplorava gli habitat di queste specie, spesso alla ricerca di strategie per la loro tutela e per favorirne la sopravvivenza. Tra le destinazioni visitate figuravano Taiwan (alla ricerca del leopardo nebuloso di Formosa), Terranova (alla ricerca del lupo bianco di Terranova) e il Madagascar (alla ricerca di tracce del gigantesco Pachylemur). Galante ha dichiarato anche il proprio impegno nella riscoperta del tilacino (o tigre della Tasmania) e ha affermato di voler proseguire le ricerche dopo due spedizioni iniziali. Ha inoltre prodotto il programma Face the Beast per History Channel, in cui due uomini cercano di rintracciare predatori responsabili di attacchi mortali inspiegabili contro esseri umani. Galante è apparso in vari programmi televisivi, tra cui The Joe Rogan Experience, The Nightly Show, Shark Week e The Today Show. È stato anche protagonista della serie video GQ: The Breakdown. Nel 2019 ha partecipato a 24 episodi della serie Nature's Strangest Mysteries: Solved. Nel 2020 ha condotto la miniserie in quattro puntate Wet Markets Exposed su Vice TV, nella quale ha documentato i mercati di animali vivi in Indonesia, Africa occidentale, Perù e Albania, dove si vendono per il consumo umano animali vivi che possono essere malati, consanguinei o in via d'estinzione, facilitando la trasmissione di malattie all'uomo. Galante ha inoltre discusso come il maltrattamento, la vendita illegale e il consumo di questi animali favoriscano la diffusione di virus zoonotici.
Nel 2021 è apparso nel documentario The Mystery of the Black Demon Shark trasmesso durante la Shark Week.
Nel corso delle sue ricerche sulla fauna selvatica, Galante ha visitato oltre 60 paesi.
Durante le riprese della prima stagione di Extinct or Alive nel 2018, una fototrappola installata sull'isola di Unguja riprese un presunto leopardo di Zanzibar. L'animale appariva più piccolo rispetto agli esemplari continentali e presentava macchie più piccole e compatte rispetto a quelle tipiche del leopardo africano.
Durante le riprese della seconda stagione, nel febbraio 2019, sulle remote isole Galápagos, il team scoprì un esemplare femmina di tartaruga gigante di Fernandina, ritenuta estinta dal 1906. In seguito, membri della Turtle Conservancy analizzarono i reperti fotografici e confermarono che con ogni probabilità si trattava proprio della specie scomparsa, in attesa della conferma genetica. L'esemplare, descritto come «sano ma sottopeso», fu trasportato al Fausto Llerena Tortoise Breeding Center sull'isola di Santa Cruz per ricevere cure e analisi genetiche. Le tracce ritrovate durante l'escursione suggerivano che potessero esserci altri individui in natura, e furono programmate nuove spedizioni per cercare un maschio che potesse assicurare la sopravvivenza della specie.
Durante le riprese della seconda stagione sull'isola del Borneo, nei mesi di aprile e maggio 2019, il team riuscì a catturare con una fototrappola cinque immagini che mostravano chiaramente un presbite di Miller, considerato estinto dal 2011, sia di giorno che di notte. Durante le riprese della seconda stagione in Colombia, il team raccolse campioni di DNA da diversi individui – tra cui esemplari giovani – del caimano dell'Apaporis, una sottospecie di caimano dagli occhiali non documentata per oltre trent'anni.
Nel 2023, durante le riprese di un video su YouTube nel Parco nazionale delle Everglades, in Florida, Galante fu quasi colpito da un fulmine.

## Controversie
Galante è stato definito da ricercatori stranieri uno «scienziato neocolonialista» (parachute scientist).
Sul sito web di Galante si afferma che egli avrebbe realizzato personalmente le prime riprese video della rara sottospecie di genetta servalina dell'isola di Zanzibar, un'affermazione che però è stata contestata da ricercatori locali.
Nell'episodio dedicato allo squalo di Pondicherry viene affermato che il team di Galante avrebbe riscoperto questa specie, ma il primo esemplare era già stato fotografato nel 2016.
Washington Tapia-Aguilera, biologo della Galápagos Conservancy e direttore della Giant Tortoise Restoration Initiative, ha contestato la rivendicazione secondo cui la riscoperta della tartaruga gigante di Fernandina sia attribuibile al team di Galante. Ha dichiarato infatti che fu lui, e non Galante, a decidere dove cercare, e che fu il guardaparco ecuadoriano Jeffreys Málaga – profondo conoscitore dell'area – a individuare la tartaruga e a compiere materialmente la scoperta, prima di avvisare il resto della squadra.
Anche le dichiarazioni di Galante sul caimano dell'Apaporis sono state oggetto di critiche. Il biologo colombiano Sergio Balaguera-Reina aveva già scoperto l'animale prima dell'escursione di Galante e ne aveva pubblicato un articolo nel 2019. Balaguera-Reina ha inoltre contestato l'idea che il caimano fosse considerato estinto, affermando: «Non abbiamo mai pensato che questo caimano fosse estinto. Ma la situazione politica in Colombia ha impedito ai biologi di accedere in sicurezza al suo habitat per confermarne la presenza».